# Intertotocupen 2006
Intertotocupen 2006 var 2006 års upplaga av Intertotocupen (eller Tipscupen). Det spelades tre rundor och elva lag kvalificerade sig för Uefacupen 2006/2007. Detta var den första upplagan av cupen då en enskild vinnare utsågs, vilket avgjordes genom att se vilket lag av de elva vinnarna som gick längst i Uefacupen 2006/2007.

## Omgång 1
Den första matchen i omgången spelades 17 och 18 juni 2006 och den andra matchen spelades den 24 och 25 juni 2006. 
| Södra och medelhavsregionen | Södra och medelhavsregionen | Södra och medelhavsregionen | Södra och medelhavsregionen | Södra och medelhavsregionen |
| --------------------------- | --------------------------- | --------------------------- | --------------------------- | --------------------------- |
| Lag 1                       | Totalt                      | Lag 2                       | Möte 1                      | Möte 2                      |
| Pobeda                      | 2–4                         | Farul Constanța             | 2–2                         | 0–2                         |
| Santa Julià                 | 0–8                         | Maribor                     | 0–3                         | 0–5                         |
| Ethnikos Achna              | 5–4                         | Partizani                   | 4–2                         | 1–2                         |
| Zrinjski                    | 4–1                         | Marsaxlokk                  | 3–0                         | 1–1                         |

| Centrala och östra regionen | Centrala och östra regionen | Centrala och östra regionen | Centrala och östra regionen | Centrala och östra regionen |
| --------------------------- | --------------------------- | --------------------------- | --------------------------- | --------------------------- |
| Lag 1                       | Totalt                      | Lag 2                       | Möte 1                      | Möte 2                      |
| Kilikia                     | 1–8                         | Dinamo Tbilisi              | 1–5                         | 0–3                         |
| Shakhter Karagandy          | 4–6                         | RIPO Minsk                  | 1–5                         | 3–1                         |
| Nitra                       | 12–20                       | Grevenmacher                | 6–2                         | 6–0                         |
| Araz Imisli                 | 1–2                         | Tiraspol                    | 1–0                         | 0–2                         |

| Norra regionen | Norra regionen | Norra regionen   | Norra regionen | Norra regionen |
| -------------- | -------------- | ---------------- | -------------- | -------------- |
| Lag 1          | Totalt         | Lag 2            | Möte 1         | Möte 2         |
| Keflavík ÍF    | 4–1            | Dungannon Swifts | 4–1            | 0–0            |
| Dinaburg       | 2–1            | HB               | 1–1            | 1–0            |
| Tampere United | 8–1            | Carmarthen Town  | 5–0            | 3–1            |
| Trans Narva    | 1–8            | Kalmar FF        | 1–6            | 0–2            |
| Vėtra          | 0–5            | Shelbourne       | 0–1            | 0–4            |

## Omgång 2
Den första matchen i omgången spelades den 1 och 2 juli 2006 och den andra matchen spelades den 8 och 9 juli 2006.
| Södra och medelhavsregionen | Södra och medelhavsregionen | Södra och medelhavsregionen | Södra och medelhavsregionen | Södra och medelhavsregionen |
| --------------------------- | --------------------------- | --------------------------- | --------------------------- | --------------------------- |
| Lag 1                       | Totalt                      | Lag 2                       | Möte 1                      | Möte 2                      |
| Sopron                      | 3–4                         | Kayserispor                 | 3–3                         | 0–1                         |
| Farul Constanța             | 3–2                         | Lokomotiv Plovdiv           | 2–1                         | 1–1                         |
| Zeta                        | 1–4                         | Maribor                     | 01–2                        | 0–2                         |
| Maccabi Petah Tikva         | 4–2                         | Zrinjski                    | 01–1                        | 3–1                         |
| Osijek                      | 00002–2 (BM)                | Ethnikos Achna              | 2-2                         | 0-0                         |

| Centrala och östra regionen | Centrala och östra regionen | Centrala och östra regionen | Centrala och östra regionen | Centrala och östra regionen |
| --------------------------- | --------------------------- | --------------------------- | --------------------------- | --------------------------- |
| Lag 1                       | Totalt                      | Lag 2                       | Möte 1                      | Möte 2                      |
| Grasshopper                 | 4–0                         | Teplice                     | 2–0                         | 2–0                         |
| Nitra                       | 2–3                         | Dnipro Dnipropetrovsk       | 2–1                         | 0–2                         |
| Ried                        | 4–1                         | Dinamo Tbilisi              | 3–1                         | 1–0                         |
| Tiraspol                    | 4–1                         | Lech Poznań                 | 1–0                         | 3–1                         |
| Moskva                      | 3–0                         | RIPO Minsk                  | 2–0                         | 1–0                         |

| Norra regionen | Norra regionen | Norra regionen | Norra regionen | Norra regionen |
| -------------- | -------------- | -------------- | -------------- | -------------- |
| Lag 1          | Totalt         | Lag 2          | Möte 1         | Möte 2         |
| Tampere United | 3–5            | Kalmar FF      | 1–2            | 2–3            |
| Odense BK      | 3–1            | Shelbourne     | 3–0            | 0–1            |
| Lillestrøm SK  | 6–3            | Keflavik ÍF    | 4–1            | 2–2            |
| Hibernian      | 8–0            | Dinaburg       | 5–0            | 3–0            |

## Omgång 3
Den första matchen i omgången spelades den 15 och 16 juli 2006 och den andra matchen i omgången spelades den 22 juli 2006. De elva vinnarna fick spela i Uefacupen 2006/2007.
| Södra och medelhavsregionen | Södra och medelhavsregionen | Södra och medelhavsregionen | Södra och medelhavsregionen | Södra och medelhavsregionen |
| --------------------------- | --------------------------- | --------------------------- | --------------------------- | --------------------------- |
| Lag 1                       | Totalt                      | Lag 2                       | Möte 1                      | Möte 2                      |
| Auxerre                     | 4–2                         | Farul Constanța             | 4–1                         | 0–1                         |
| AE Larissa                  | 0–2                         | Kayserispor                 | 0–0                         | 0–2                         |
| Villareal                   | 2–3                         | Maribor                     | 1–2                         | 1–1                         |
| Maccabi Petah Tikva         | 3–4                         | Ethnikos Achna              | 0–2                         | 3–2                         |

| Centrala och östra regionen | Centrala och östra regionen | Centrala och östra regionen | Centrala och östra regionen | Centrala och östra regionen |
| --------------------------- | --------------------------- | --------------------------- | --------------------------- | --------------------------- |
| Lag 1                       | Totalt                      | Lag 2                       | Möte 1                      | Möte 2                      |
| Grasshopper                 | 3–2                         | Gent                        | 2–1                         | 1–1                         |
| Marseille                   | 00002–2 (BM)                | Dnipro Dnipropetrovsk       | 0–0                         | 2–2                         |
| Hertha Berlin               | 2–0                         | Moskva                      | 0–0                         | 2–0                         |
| Ried                        | 4–2                         | Tiraspol                    | 3–1                         | 1–1                         |

| Norra regionen   | Norra regionen | Norra regionen | Norra regionen | Norra regionen |
| ---------------- | -------------- | -------------- | -------------- | -------------- |
| Lag 1            | Totalt         | Lag 2          | Möte 1         | Möte 2         |
| Newcastle United | 4–1            | Lillestrøm SK  | 1–1            | 3–0            |
| Kalmar FF        | 2–3            | Twente         | 1–0            | 1–3            |
| Odense BK        | 00002–2 (BM)   | Hibernian      | 1–0            | 1–2            |

## Anmärkningslista
1. ↑  FK Zeta kvalificerade sig som medlem av Serbien och Montenegros fotbollsförbund (därför visas Serbien och Montenegros flagga), men när turneringen startade var man en medlem av Montenegros fotbollsförbund, då Serbien och Montenegro hade upplösts.
2. ↑  Matchen spelades på FK Partizans hemmaplan istället för på FK Zetas hemmaplan, då den inte uppnådde Uefa:s krav.
3. ↑  Matchen spelades i staden Herzliya för att Maccabi Petah Tikvas hemmaplan renoverades.
4. ↑  På grund av Serie A-skandalen fick Palermo inte delta i Intertotocupen efter beslut av det Italienska fotbollsförbundet (FIGC), Auxerre fick ta över Palermos plats i cupen.
5. ↑  Newcastle blev den första ensamma mästaren någonsin i Intertotocupen, då laget avancerade längst i Uefacupen av alla deltagande lag (klubben nådde sextondelsfinalen).

### Webbkällor
Den här artikeln är helt eller delvis baserad på material från engelskspråkiga Wikipedia.